# Парагильмен
Парагильме́н (укр. Парагільмен, крымскотат. Paragilmen, Парагильмен) — лесистая гора, в 2 км к северу от села Малый Маяк, Большая Алушта.
Название горы происходит от греческого «парагиноме» — «выходить за пределы чего-то».
Парагильмен — самый высокий известняковый отторженец Главной гряды, высотой 857 м над уровнем моря. Со стороны моря эта гора похожа на большую трапецию; у неё крутые, до 60-80° склоны и уплощенная вершина, вытянутая с юга на север почти на полкилометра. На Парагильмене произрастает около 30 видов деревьев и кустарников, из них 10 — занесены в Красную книгу. Достопримечательностью Парагильмена являются два больших тиса на вершине горы. Диаметр ствола одного из них — около 70 сантиметров, а могучие ветви распластались в стороны на 7-8 метров. Этот тис-гигант, вероятно, является одним из старейших деревьев Крыма.
Парагильмен — памятник природы с 1964 года.